# 22 marzo
Il 22 marzo è l'81º giorno del calendario gregoriano (l'82º negli anni bisestili). Mancano 284 giorni alla fine dell'anno. Poiché è il primo giorno dopo il tradizionale equinozio di primavera (benché nel corso dei secoli i solstizi e gli equinozi siano slittati all'indietro), è il primo giorno in cui può cadere la Pasqua cattolica.

## Eventi
- 1312 - Viene decretata la soppressione dell'Ordine del Tempio, con la bolla Vox in excelso, da papa Clemente V
- 1450 – A Milano si insedia Francesco Sforza ricevendo nell'Arengo lo scettro, lo stendardo con la vipera viscontea e l'aquila imperiale, il sigillo e le chiavi della città
- 1457 – Johannes Gutenberg completa la stampa del primo libro: la Bibbia
- 1621 – I Padri Pellegrini della Colonia di Plymouth firmano un trattato di pace con Massasoit, capo della comunità Wampanoag
- 1622 – Massacro di Jamestown: gli indiani Algonchini uccidono 347 inglesi, un terzo della colonia insediata nella zona di Jamestown, Virginia
- 1765 – Il parlamento britannico approva lo Stamp Act, di fatto la prima tassa diretta introdotta dal Regno di Gran Bretagna sulle colonie americane
- 1796 – Prende servizio nello Stato Pontificio il boia Mastro Titta, al secolo Giambattista Bugatti: nella sua carriera arriverà a torturare e uccidere 516 persone
- 1809 – Carlo XIII diventa re di Svezia
- 1831 – Viene istituita la Legione straniera francese
- 1841 – Brevettato l'amido di mais o maizena
- 1848 - Istituzione della Repubblica di San Marco a seguito dell'insurrezione a Venezia, che aveva avuto inizio il 17 marzo dello stesso anno, contro il governo austriaco[1]
- 1848 – Regno Lombardo-Veneto, Milano: nella battaglia di Porta Tosa vengono messe in fuga le truppe austriache al comando del maresciallo Radetzky, evento che conclude le Cinque giornate di Milano
- 1871 – Primo caso di impeachment in uno Stato USA: nella Carolina del Nord il governatore William Holden viene messo sotto accusa e rimosso dal suo ufficio
- 1872 – L'Illinois è il primo Stato americano ad applicare il diritto di uguaglianza sul lavoro fra uomini e donne
- 1885 – Re Umberto I posa la prima pietra del Vittoriano
- 1888 – Nasce la English Football League
- 1890 – Isole Eolie: termina l'eruzione nell'Isola di Vulcano, iniziata nel 1873
- 1895 – Prima proiezione (privata) di un film da parte dei fratelli Lumière
- 1909 – A Desenzano del Garda è inaugurata la linea ferroviaria per il porto
- 1933 – Viene aperto a Dachau il primo campo di concentramento nazista
- 1939 – Germania: Hitler fa occupare il Distretto di Memel, l'attuale Klaipėda, sul Mar Baltico
- 1941
  - Africa Orientale Italiana (Abissinia): la città di Harar, a ovest di Giggigà, viene dichiarata "città aperta" dagli italiani[2]
  - L'imponente diga idroelettrica Grand Coulee Dam sul fiume Columbia, nello Stato di Washington, inizia a produrre energia elettrica
- 1942 – Seconda battaglia della Sirte fra una formazione navale italiana al comando dell'ammiraglio Angelo Iachino e la scorta di un convoglio britannico diretto a Malta
- 1943 – La 36. Waffen-Grenadier-Division der SS, comandata dall'Oberführer Oskar Dirlewanger, massacra 149 civili nel villaggio bielorusso di Chatyn'
- 1944
  - Eccidio di Montalto: fucilazione di 32 giovani da parte dei nazifascisti nel comune di Cessapalombo (MC)
  - Martiri del Campo di Marte: cinque renitenti alla leva vengono fucilati a Firenze dai repubblichini
- 1945 – Egitto: Al Cairo nasce la Lega araba
- 1958 – Arabia Saudita: Faysal diviene re
- 1959 – Sulla diga del Lago di Pontesei si verifica un incidente, anticipazione del Disastro del Vajont
- 1960 – Arthur L. Schawlow e Charles Hard Townes brevettano il primo laser, versione ottica del maser (Microwave Amplification by Stimulated Emission of Radiation)
- 1963 - Viene pubblicato in Gran Bretagna il primo album dei Beatles, Please Please Me
- 1965 – Romania: Nicolae Ceaușescu è eletto segretario del Partito Comunista Rumeno
- 1973 – Il governo kuwaitiano fa arrestare migliaia di iracheni: verranno usati come ostaggi per costringere i soldati di Baghdad ad abbandonare il giacimento petrolifero di Rumayla
- 1975 – Incendio in un reattore nucleare della centrale di Decatur (Alabama)
- 1984 – Ratifica del Mississippi del XIX emendamento della Costituzione degli Stati Uniti d'America
- 1993 – La Intel Corporation lancia il Pentium chips 80586
- 1994 – Esce nelle edicole italiane il primo numero del quotidiano La Voce diretto da Indro Montanelli, vendendo 450000 copie in poche ore
- 1995 – Il cosmonauta russo Valeri V. Polyakov stabilisce il record di 438 giorni di permanenza nello spazio
- 2001 – Mathieu Kérékou viene rieletto presidente della Repubblica del Benin
- 2004 – Viene ucciso a Gaza il fondatore e capo spirituale di Hamas, lo sceicco Ahmed Yassin
- 2016 – Un attentato terroristico colpisce Bruxelles, con un bilancio di 35 morti e 340 feriti
- 2017 – Un attentato terroristico colpisce Londra, con un bilancio di 6 morti e 50 feriti
- 2020 – Un terremoto di magnitudo 5.3 colpisce la Croazia e la sua capitale Zagabria
- 2024 – Un attentato terroristico colpisce la cittadina di Krasnogorsk, presso Mosca, con un bilancio di 143 morti e 130 feriti.

## Nati
Ci sono circa 1 210 voci su persone nate il 22 marzo; vedi la pagina Nati il 22 marzo per un elenco descrittivo o la categoria Nati il 22 marzo per un indice alfabetico.

## Morti
Ci sono circa 490 voci su persone morte il 22 marzo; vedi la pagina Morti il 22 marzo per un elenco descrittivo o la categoria Morti il 22 marzo per un indice alfabetico.

## Feste e ricorrenze

### Civili
Internazionali:
- ONU – Giornata mondiale dell'acqua

### Religiose
Cristianesimo:
- Beata Vergine Addolorata di Castelpetroso
- San Basilio di Ancira, martire
- Santi Callinico e Basilissa, martiri
- San Benvenuto Scotivoli, vescovo
- Santa Darerca d'Irlanda
- San Diogene di Arras, vescovo e martire
- Sant'Epafrodito di Filippi, vescovo
- Santa Lea di Roma, vedova
- San Nicola Owen, gesuita e martire
- Santi Ottaviano di Cartagine e compagni, martiri
- San Paolo di Narbona, vescovo e martire
- Beato Antonio Cocq, certosino
- Beato Antonio Rubino, gesuita, martire
- Beato Clemens August von Galen, vescovo
- Beato Francesco Luigi Chartier, sacerdote e martire
- Beati Mariano Gorecki e Bronislao Komorowski, sacerdoti e martiri
- Beato Ugolino Zefirini, religioso

Religione romana antica e moderna:
- Ingresso dell'albero (Arbor intrat)